# 太湖站
太湖站位于中华人民共和国安徽省安庆市太湖县晋熙镇，是合九铁路上的火车站，建于1995年，由上海铁路局管辖，办理客货运业务，吸引区为太湖县、望江县及宿松县等地区。

## 车站结构

### 站线配置
太湖站站内设有3条股道。货场办理整车普通货物到发业务，设有2条货物线，主要到发品为粮食、非矿及化肥。
| 3站台    | 合九铁路      |
| 岛式站台 |               |
| 2站台    | 合九铁路 正线 |
| 1站台    | 合九铁路      |
| 侧式站台 |               |

## 車站周邊
- 太湖汽车站
- 中国农业银行太湖火车站分理处
- 太湖博爱康复医院
- 中国联通法华路店
- 中国电信太湖县添亿手机卖场